# Karl Weigert
Karl (ou Carl) Weigert, né le 19 mars 1845 à Münsterberg (arrondissement de Münsterberg, province de Silésie) et mort le 5 août 1904 à Francfort-sur-le-Main, est un pathologiste allemand.

## Biographie
Né dans une famille juive, fils d'un hôtelier, Karl Weigert fréquente à Breslau le prestigieux gymnasium Maria Magdalena (Maria-Magdalenen-Gymnasium) où il obtient son Abitur en 1862. Il fait ses études à l'Université de Berlin, à celle de Vienne, et à Breslau et obtient son diplôme en 1868. Il participe à la guerre franco-prussienne comme assistant chirurgien, puis s'installe à Breslau. Au cours des 2 années suivantes, il est l'assistant de Waldeyer; puis en 1874 de Lebert et enfin de Julius Cohnheim, qu'il suit à Leipzig en 1878. C'est dans cette ville que, dès l'année suivante, il commence à enseigner la pathologie à l'université. En 1884 il est nommé, sur proposition de Ludwig Edinger, professeur d'anatomie pathologique à l'Institut de recherche Senckenberg (Senkenbergsche Stiftung) de Francfort et se voit décerner le titre de Geheimer Medizinalrat (Expert général en médecine) en 1899.
Karl Weigert a collaboré avec Cohnheim sur maints travaux de recherche. Il portait un intérêt tout particulier aux techniques de coloration des bactéries en microscopie et a éveillé celui de son cousin Paul Ehrlich, de 9 ans son cadet, pour les colorations histologiques. Il a été l'un des fondateurs de la neuropathologie et a compté parmi ses élèves les neurologues Wallenberg (à Leipzig), Marinescu et Van Gehuchten (à Francfort).

## Principaux travaux
- Zur Anatomie der Pocken (À propos de l'anatomie de la variole) (Breslau, 1874)
- Färbung der Bacterien mit Anilinfarben (Coloration des bactéries par les couleurs d'aniline) (ib. 1875)
- Nephritis (La néphrite) (Leipzig, 1879)
- Fibrinfärbung (Coloration de la fibrine) (1886)
- Beiträge zur Kenntniss der Normalen Menschlichen Neuroglia (Contribution aux connaissances sur la névroglie humaine normale) (Francfort, 1895)
- Elastische Fasern (Les fibres élastiques) (ib. 1898).